# Nowitschok A-242
Nowitschok A-242 ist ein chemischer Nervenkampfstoff aus der Klasse der Organophosphate. Es wurde in der Sowjetunion im Rahmen des FOLIANT-Programms entwickelt und gehört zur Gruppe der Nowitschok-Gifte.

## Geschichte
Die Nowitschok-Gifte werden als vierte Generation der chemischen Kampfstoffe beschrieben, womit sie eine Weiterentwicklung der Kampfstoffe der zweiten Generation wie Sarin oder der dritten Generation wie VX darstellen. Die Entwicklung der Nowitschok-Gifte erfolgte zwischen 1973 und 1976 im Rahmen des geheimen FOLIANT-Programms in der Sowjetunion, an dem mehr als 200 Chemiker und Ingenieure beteiligt waren. Die Entwicklung der phosphor- und fluorhaltigen Kampfstoffe wurde durch das gesammelte Wissen aus den FLUOR- (russ. FTOR) und PHOSPHOR-Programmen (russ. FOSFOR), die sowohl für die nationale Wirtschaft, als auch für den militärischen Sektor von hoher Bedeutung waren, ermöglicht. Erst 1992 sind Informationen zu den, die Chemiewaffenkonvention verletzenden Stoffen durch Mirsajanow über die Zeitung Moskowskije Nowosti an die Öffentlichkeit getragen worden.

## Struktur und Synthese
Die exakte Struktur der Nowitschok-Gifte liegt unter Verschluss. Mirsajanow beschreibt in seinem Buch State Secrets die Struktur von A-242 als Phosphorylguanidin. Der berechnete LD50-Wert dieser Substanz liegt bei 0,49 mg/kg.